# Sineportella forbesi
Sineportella forbesi är en mossdjursart som beskrevs av Charles Thorold Wood och Marsh 1996. Sineportella forbesi ingår i släktet Sineportella och familjen Victorellidae. Inga underarter finns listade i Catalogue of Life.